# NGC 1326
NGC 1326 è una  galassia lenticolare situata nella costellazione della Fornace, a una distanza di circa 60 milioni di anni luce dalla nostra Via Lattea.

## Scoperta
La galassia è stata scoperta il 29 novembre 1837 dall'astronomo britannico John Herschel.

## Descrizione
NGC 1326 presenta una larga riga a 21 cm dell'idrogeno neutro.
NGC 1326 è stata utilizzata da Gérard de Vaucouleurs come esempio di galassia del tipo morfologico (R1)SAB(r)0/a nel suo atlante di classificazione delle galassie.

## Disco attorno al nucleo

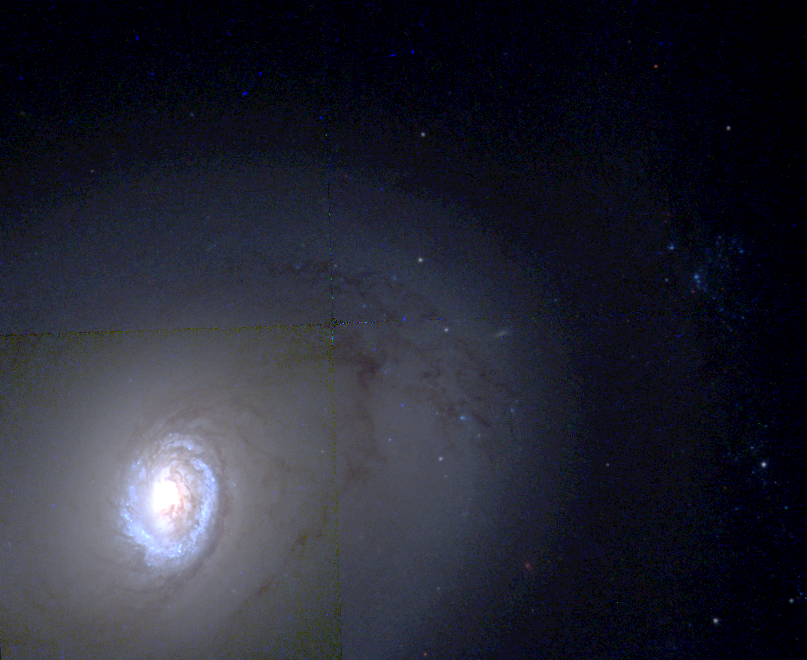
Il disco che contorna NGC 1326 ripreso dal Telescopio spaziale Hubble

Le riprese effettuate dal Telescopio spaziale Hubble hanno permesso di rilevare attorno al nucleo di NGC 1326 la presenza di un disco dove è attiva la formazione stellare. Le dimensioni del semiasse maggiore di questo disco sono stimate in 480 pc, pari a circa 1565 anni luce.

## Gruppo di NGC 1399
NGC 1326 fa parte del Gruppo di NGC 1399, che a sua volta è incluso nell'Ammasso della Fornace e comprende almeno 42 galassie, tra cui NGC 1336, NGC 1339, NGC 1344 (=NGC 1340), NGC 1351, NGC 1366, NGC 1369, NGC 1373, NGC 1374, NGC 1379, NGC 1387, NGC 1399, NGC 1406, NGC 1419, NGC 1425, NGC 1427, NGC 1428, NGC 1437 (=NGC 1436), NGC 1460, IC 1913 e IC 1919. La designazione FCC 29 indica che NGC 1326 è considerata membro dell'Ammasso della Fornace nel catalogo di Henry Ferguson.